# Zacaloma, Veracruz
Zacaloma är en ort i Mexiko.   Den ligger i kommunen Mixtla de Altamirano och delstaten Veracruz, i den sydöstra delen av landet, 250 km öster om huvudstaden Mexico City. Zacaloma ligger 914 meter över havet och antalet invånare är 103.
Terrängen runt Zacaloma är bergig österut, men västerut är den kuperad. Runt Zacaloma är det ganska tätbefolkat, med 222 invånare per kvadratkilometer. Närmaste större samhälle är Zongolica, 11,4 km nordväst om Zacaloma. I omgivningarna runt Zacaloma växer i huvudsak städsegrön lövskog.